# Watauga (Tennessee)
Watauga é uma cidade localizada no estado norte-americano de Tennessee, no Condado de Carter e Condado de Washington.

## Demografia
Segundo o censo norte-americano de 2000, a sua população era de 403 habitantes.
Em 2006, foi estimada uma população de 428, um aumento de 25 (6.2%).

## Geografia
De acordo com o United States Census Bureau tem uma área de
2,0 km², dos quais 1,9 km² cobertos por terra e 0,1 km² cobertos por água.

## Localidades na vizinhança
O diagrama seguinte representa as localidades num raio de 12 km ao redor de Watauga.